# Piruvična kislina
Pirúvična kislína je monokarboksilna oksokislina s formulo CH3-CO-COOH. Anion piruvične kisline se imenuje piruvat. Piruvična kislina je v telesu (pri fiziološkem pH) prisotna v obliki piruvata; le-ta je intermediat v presnovi ogljikovih hidratov. Nastaja iz glukoze v procesu glikolize, z glukoneogenezo pa se lahko pretvarja nazaj v ogljikove hidrate (kot je glukoza) ali pa z reakcijo z acetil-CoA v maščobne kisline. Pri pomanjkanju tiamina se lahko kopiči v tkivih, posebno v živčevju.

## Zgodovina
Leta 1834 je Théophile-Jules Pelouze destiliral vinsko kislino in osamil glutarno kislino in še eno nepoznano organsko kislino. Jöns Jacob Berzelius je naslednje leto karakteriziral to nepoznano kislino in jo poimenoval piruvična kislina, ker je bila za njeno destilacijo potrebna toplota.

## Kemijske lastnosti
Piruvična kislina je brezbarvna tekočina z vonjem, podobnim ocetni kislini. Meša se z vodo. Laboratorijsko se lahko pridobi s segrevanjem vinske kisline in kalijevim  hidrogensulfatom, z oksidacijo propilenglikola v prisotnosti močnega oksidanta (npr. kalijevega permanganata) ali s hidrolizo acetilcianida, ki nastane z reakcijo acetilklorida in kalijevega cianida:
CH3COCl + KCN → CH3COCN + KCl
CH3COCN → CH3COCOOH